# Гультяев, Александр Николаевич
Алекса́ндр Никола́евич Гультя́ев (4 мая 1966) — советский и российский футболист, полузащитник. Мастер спорта России.

## Биография
Востипанник пустошкинской детской спортивной школы. Выступал во второй лиге чемпионата СССР за вологодское «Динамо» и псковский «Машиностроитель», во второй и третьей лиге первенства России за псковский «Машиностроитель». Играл за эстонский «Нарва-Транс» в Кубке УЕФА-Интертото. В «Машиностроителе» выступал вместе с Дмитрием Аленичевым.
После окончания карьеры игрока стал тренером. В 2007 году возглавил команду «Единая Россия».
Сын Илья также футболист.